# 傑克遜·歐文
傑克遜·歐文（英語：Jackson Irvine；1993年3月7日—）是一位澳大利亞足球運動員。在場上的位置是中後衛和防守型中場。他也代表澳洲國家足球隊參賽。現效力於德乙球隊聖保利。